# Denholm Elliott
Denholm Mitchell Elliott, CBE (Londres, 31 de maio de 1922 — Ibiza, 6 de outubro de 1992) foi um ator britânico nascido na Inglaterra.

## Biografia
Nascido de uma família de advogados teve uma infância difícil e problemática, tendo sido expulso de duas escolas pelas quais passou. Durante a Segunda Guerra Mundial foi piloto da Real Força Aérea e ficou três anos prisioneiro na Polônia.
Começou a carreira no teatro após a segunda guerra, em 1945, e estreou no cinema quatro anos depois. Deu a voz à personagem do Limpa-chaminés em The Curious Adventures of Mr. Wonderbird, de 1952, filme de animação francesa dobrado para inglês. Construiu uma carreira sólida e era constantemente elogiado pela crítica pela sua dicção perfeita e presença em cena. Foi indicado seis vezes ao Óscar de Melhor Ator (coadjuvante/secundário) e, entre seus melhores filmes estão Alfie (1966), Os Meninos do Brasil (1978), Os Caçadores da Arca Perdida/Indiana Jones e Os Caçadores da Arca Perdida (1981), Trocando as Bolas (1983), Uma Janela para o Amor (1985), Em Defesa da Verdade (1985), Em Nome de Deus (1988) e Indiana Jones e a Última Cruzada (1989). Aparece a participação post morten em estátua em Indiana Jones e o Reíno da Caveira de Cristal em 2008
Foi premiado com o BAFTA na categoria de Melhor Ator (coadjuvante/secundário) em três ocasiões: em 1984, por Trocando as Bolas; em 1985, por Meu Reino por um Leitão; e em 1986, por Em Defesa da Verdade.
Faleceu, aos 70 anos, de pneumonia e insuficiência respiratória causadas pela AIDS.